# Euphorbia blatteri
Euphorbia blatteri är en törelväxtart som beskrevs av Robertus Cornelis Hilarius Maria Oudejans. Euphorbia blatteri ingår i släktet törlar, och familjen törelväxter. Inga underarter finns listade i Catalogue of Life.